# San Bernardo (ort i Colombia, Cauca)
San Bernardo är en ort i Colombia.   Den ligger i departementet Cauca, i den sydvästra delen av landet, 500 km sydväst om huvudstaden Bogotá. San Bernardo ligger 2 429 meter över havet och antalet invånare är 2 988.
Terrängen runt San Bernardo är varierad. Runt San Bernardo är det ganska glesbefolkat, med 28 invånare per kvadratkilometer. Närmaste större samhälle är La Unión, 14,5 km nordväst om San Bernardo. I omgivningarna runt San Bernardo växer i huvudsak städsegrön lövskog.